# Toccara Williams
Toccara Williams (Hollywood, 11 gennaio 1982) è un'ex cestista statunitense, professionista nella WNBA.

## Carriera
È stata selezionata dalle San Antonio Silver Stars al terzo giro del Draft WNBA 2004 (34ª scelta assoluta).